# Noeveren

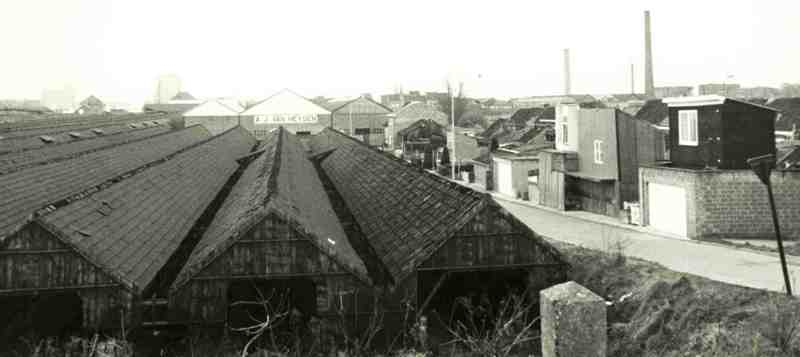
Droogschuren van de steenfabrieken in Noeveren

Noeveren is een wijk van de Antwerpse plaats Boom.
De wijk bevindt zich ten noordwesten van het centrum van Boom, aan de oever van de Rupel.
Hier vond men al vanaf de 15e eeuw steenbakkerijen. Later vond de omslag van ambachtelijke naar industriële productie plaats. Steenbakkerij Frateur herbergt tegenwoordig een museum. Naast een aantal voormalige steenbakkerijen vond men er de Glasfabriek De Rupel waar glazen kunstvoorwerpen werden vervaardigd, onder meer in art decostijl. Deze fabriek heeft bestaan van 1923-1982 en is vooral bekend van het zwarte hyalietglas. Verder was er een staalconstructiebedrijf en waren er enkele scheepswerven.
Bijzonder zijn verder de onderdoorgangen die vanaf 1850 onder de doorgaande Nielsestraat werden aangelegd om de lager gelegen terreinen van de steenfabrieken ten noorden en ten zuiden van deze straat met elkaar te verbinden.